# 2313 Аруна
2313 Аруна (2313 Aruna) — астероїд головного поясу, відкритий 15 жовтня 1976 року.
Тіссеранів параметр щодо Юпітера — 3,466.